# I racconti di Mamma Oca
I racconti di Mamma Oca è una celebre raccolta di fiabe pubblicata da Charles Perrault. L'opera, poi pubblicata a Parigi nel 1697 presso l’editore Claude Barbin, ebbe il titolo di Histoires ou contes du temps passé, avec des moralités, ma in precedenza (1695) cinque di queste otto favole in prosa erano uscite in una calligrafica versione manoscritta che l'Autore aveva intitolato Contes de ma mère l'Oye e che fu dedicata à Mademoiselle, ventunenne nipote di Luigi XIV, figlia del suo unico fratello Filippo. Il titolo della raccolta è stato variamente tradotto in italiano I racconti di Mamma l'Oca, I racconti di mia mamma l'Oca, I racconti di mia madre l'oca e con altre formule simili. Oltre a contenere molte fra le favole più note di Perrault, il libro contribuì anche alla nascita della tradizione letteraria del personaggio di Mamma Oca.

## Attribuzione
Riguardo alla paternità della raccolta c'è una discussione: la prima edizione uscì nel 1696 (l'abate Dubos, in una lettera del 23 settembre di quell'anno, scrisse al filosofo e storico Pierre Bayle che presso l'editore Barbin stavano per uscire les contes de ma mère l'Oye par Monsieur Perrault). La seconda edizione, del 1697, uscì firmata dal figlio di Perrault, Pierre Perrault Darmancour, di diciannove anni.

Lo studioso Marc Soriano, in uno studio del 1968, cita un documento che dovrebbe spiegarne il motivo: il giovane aveva ucciso in duello un coetaneo ed era sotto processo, perciò il padre gli attribuì la paternità dell'opera per ottenere la protezione della Corte Reale.

## Fonti delle fiabe
Alcune fiabe (Pelle d'asino, Cenerentola, La Bella addormentata, Pollicino, Le fate, Il gatto con gli stivali), in varianti simili, si trovano nel Pentamerone di Giambattista Basile, pubblicato postumo fra il 1634 e il 1636, e prima ancora erano presenti ne Le piacevoli notti di Giovanni Francesco Straparola pubblicate fra il 1550 e il 1556 e poco dopo tradotte in francese.
Tutti gli autori hanno attinto a loro volta dalla preesistente tradizione orale.

## Stile narrativo
Le fiabe della raccolta
"...si presentano a una libera lettura ricche di finezze d'immaginazione e d'espressione pur nella loro estrema semplicità"
e la prosa di Perrault
"... pur senza fermarsi quasi mai a descrivere s'apre ogni tanto in quadri molto vivi": a esempio, la scena del sonno che prende gli abitanti del castello ne La bella addormentata, la festa da ballo in Cenerentola o ancora il paesaggio attraverso cui viaggiano padrone e gatto ne Il gatto con gli stivali.
La tecnica narrativa punta soprattutto "...sulle progressioni di tensione paurosa" come, a esempio, in Barbablù.
All'orrore, che molte fiabe contengono, Perrault applica la "...sua vena grottesca di umorismo nero" e manifesta il suo distacco dal mondo fiabesco con l'ironia.

## Diffusione
Il libro ebbe una vasta fortuna, tanto da poter affermare che le fiabe di Perrault "segnano la nascita di un genere in cui si cristallizza una moda rimasta fino ad allora in cerca della sua propria forma e della propria espressione letteraria. Esse saranno seguite da un'improvvisa esplosione di opere a cui sarebbero poi sopravvissute quasi da sole e la cui proliferazione non tarderà a stancare il pubblico" (dalla Préface di Jean-Pierre Collinet all'edizione Gallimard del 1981, p.44).

## Fiabe presenti nella raccolta
Per i testi presenti nella raccolta si tiene presente l'edizione francese "Classici Garnier" curata da Gilbert Rouger (1967)
Le fiabe in origine erano otto: 
- Cappuccetto Rosso (Le Petit Chaperon rouge);
- Barbablù (Barbe Bleue);
- Il gatto con gli stivali (Le Chat botté);
- Cenerentola (Cendrillon);
- Le fate (Les Feès);
- La bella addormentata nel bosco (La Belle au bois dormant);
- Pollicino/Puccettino (Le Petit Poucet);
- Enrichetto dal ciuffo (Riquet à la houppe);

ma tradizionalmente s'aggiungono i tre testi dei Contes en vers, pubblicati precedentemente: 
- Pelle d'asino (Peau d'âne) che Perrault aveva scritto in versi e pubblicato nel 1694 (la versione in prosa, più tarda, non è sua e variamente attribuita, ad esempio alla nipote Mademoiselle Lhéritier);
- La pazienza di Griselda (Griselidis);
- I desideri inutili (Les souhaits ridicules).

## Edizioni italiane
La prima traduzione al mondo della raccolta è l'italiana I racconti delle fate, effettuata da un anonimo e pubblicata nel 1727 a Venezia da Sebastiano Coleti.
Una traduzione ottocentesca che conobbe un discreto successo è quella di Cesare Donati, pubblicata nel 1867 a Firenze da Jouhaud. Tuttavia, venne soppiantata nel 1876 dalla celebre traduzione di Carlo Collodi ne I racconti delle fate voltati in italiano (Firenze, Paggi, 1876). Questa versione, pur prendendosi diverse libertà per stessa ammissione di Collodi, creò un modello di traduzione dei titoli delle fiabe ancora ad oggi in uso. Sono infatti creazioni di Collodi titoli quali: Cappuccetto rosso, Il gatto con gli stivali e Barbablù, prima di allora note come: Il piccolo cappello rosso o Berrettina rossa, Il gatto stivalato e La Barba turchina.